# BMP-3
El BMP-3 és un vehicle de combat d'infanteria amfibi, d'origen soviètic. Successor dels vehicles BMP-1 i BMP-2, el disseny d'aquest model s'ha centrat en la millora de la protecció de la tripulació i de la potència de foc. L'abreviació BMP-3 prové del rus Boevaya Mashina Pehoty (Боевая Машина Пехоты, literalment "Vehicle de combat d'infanteria").
El BMP-3 va entrar en servei l'any 1987 i és un vehicle que opera a deu estats d'arreu del món. En total se n'han produït més de 2.000 unitats.

## Història
L'any 1966, un grup d'enginyers de la Unió Soviètica dirigits per Pavel Isakov, va desenvolupar el primer vehicle de combat d'infanteria, el BMP-1. Dissenyat per millorar la mobilitat dels soldats en combat i oferir, alhora, suport blindat i protecció a la infanteria va ser el primer vehicle d'aquest tipus desenvolupat.
Després d'una intensa discussió sobre la seva utilitat en combat, el concepte va ser acceptat arreu del món i molts països van desenvolupar els seus respectius vehicles de combat d'infanteria.
Després de la Guerra del Yom Kippur i de la Guerra de l'Afganistan (1978-1992) la Unió Soviètica va decidir iniciar la producció d'una nova versió millorada, el BMP-2. El BMP-2 incorporava míssils antitancs i un canó automàtic, a diferència del BMP-1 que anava equipat amb un canó simple.
Però encara faltaven detalls per millorar. Durant el desenvolupament del BMP-2 va sorgir un prototip (Ob'yekt 685) que en comptes d'anar equipat amb un canó automàtic duia un canó 2A48-1 de 100 mm. Aquest prototip es va continuar millorant durant la dècada del 1980 i se'n van enviar vehicles de prova a l'Exèrcit Roig, que el va adoptar formalment l'any 1987.

## Característiques

### Blindatge i distribució
El cos del BMP-3 és una barcassa d'aleació d'alumini, a excepció del sota i del frontal, on hi ha un blindatge espaiat i un blindatge compost (de 30-35 mm), respectivament. Aquest blindatge ofereix protecció contra projectils de poc calibre i contra fragments d'explosius, la part frontal pot resistir impactes de projectils APFSDS a 300 m. Per oferir millor seguretat a la tripulació s'hi pot afegir molts tipus de blindatge extern (blindatge reactiu, làmines de blindatge d'acer…). La torreta és molt petita i va centrada a sobre d'aquest xassís, lleugerament avançada longitudinalment per deixar espai pel compartiment dels soldats. Tot això es recolza sobre unes erugues amb un tren de rodatge compost per 6 rodes de rodatge, 3 corrons de retorn, i una roda de transmissió davantera i una de posterior per cada lateral.
La torreta té una elevació entre els -5º i els 60º i porta el canó de 100 mm centrat al davant sobresortint una mica respecte al blindat. A la seva dreta hi ha el canó automàtic coaxial de 30 mm i a l'esquerra una de les metralladores PKT de 7,62 mm. També a la torreta hi ha els 6 llançagranades de fum, 3 a cada banda.
El conductor s'asseu al mig del frontal del vehicle, enmig de dos metralladors. Això es deu al fet que, a diferència de la majoria de vehicles de combat d'infanteria, el motor va situat a la part del darrere a la dreta. Al mig del blindat hi ha el compartiment de combat, a sota de la torreta, on hi ha el comandant i l'artiller. I els soldats van al darrere de tot. L'escotilla de sortida per la infanteria és al fons de tot, a sobre del motor, i s'obre en part per dalt del casc i en part per darrere permetent als soldats una sortida molt cómoda i ràpida del blindat.
El BMP-3 també incorpora un equip de defensa NBQ (contra perills nuclears, biològics i químics) que consisteix en un sistema de filtratge de l'aire i de tancament hermètic del vehicle. Aquest sistema està instal·lat al darrere del vehicle, igual que els altres conductes de ventilació, per reduir el senyal tèrmic.

### Armament

#### Armament principal
L'armament principal del BMP-3 està compost per un canó 2A70 de 100 mm d'ànima ratllada i per un canó automàtic 2A72 de 30 mm coaxial.
El canó 2A70 és semiautomàtic i és capaç de llançar míssils. Aquest canó està estabilitzat en dos eixos i pot disparar projectils simples HE-FRAG 3UOF o míssils antitancs 3UBK10.
L'abast efectiu dels projectils HE-FRAG és de 4.000 m, amb una velocitat de sortida del canó de 250 m/s i una cadència de tir de 10 projectils/minut. En total, el canó 2A70 porta 40 projectils, i 22 van col·locats al carregador automàtic. Per altra banda disposa dels míssils antitancs 3UBK10 (Designació OTAN: AT-10 Stabber) que tenen un distància mínima d'atac de 100 m i un abast màxim de 4.000 m. La probabilitat d'impacte un cop s'ha fixat l'objectiu és molt alta i pot penetrar fins a 600 mm de blindatge. Aquests míssils poden fixar tancs i també helicòpters que volin baix i a poc a poc. El canó pot dur 3-5 míssils al carregador dels 6 que porta en total el tanc.

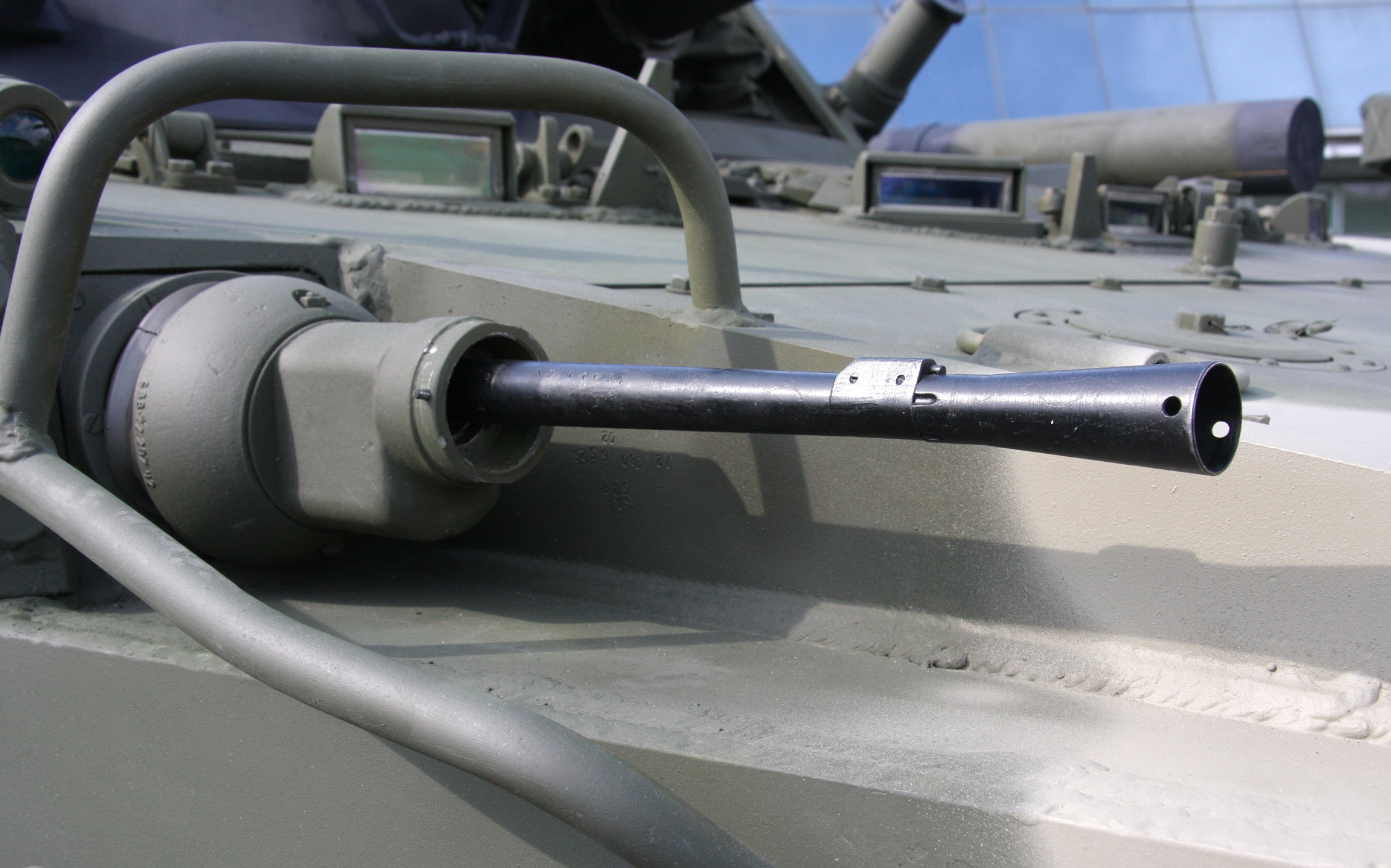
Detall d'una de les metralladores PKT del frontal del BMP-3.

El canó automàtic 2A72, també estabilitzat en dos eixos, pot disparar projectils 3UOR-6 i 3UOR-8. L'abast efectiu d'aquests projectils oscil·la entre els 1.500 m i els 2.000 m, amb una cadència de més de 300 projectils/minut que té una alimentació per doble banda. El blindat en total porta 500 projectils pel canó automàtic que poden ser de fragmentació o antitancs.

#### Armament secundari
L'armament secundari del BMP-3 està compost per tres metralladores PKT de 7,62 mm i per un conjunt de llançagranades.
De les tres metralladores una és coaxial al canó i va muntada a l'esquerra. Les altres dues són al frontal del vehicle, a banda i banda del conductor. Les metralladores PKT tenen un abast de 2.000 m i el blindat en total porta 6.000 bales.
En total el blindat disposa de 6 llançagranades VEESS, 3 a cada lateral de la torreta. Aquests van carregats amb una sola granada de fum que permet al BMP-3 crear una densa cortina de fum.

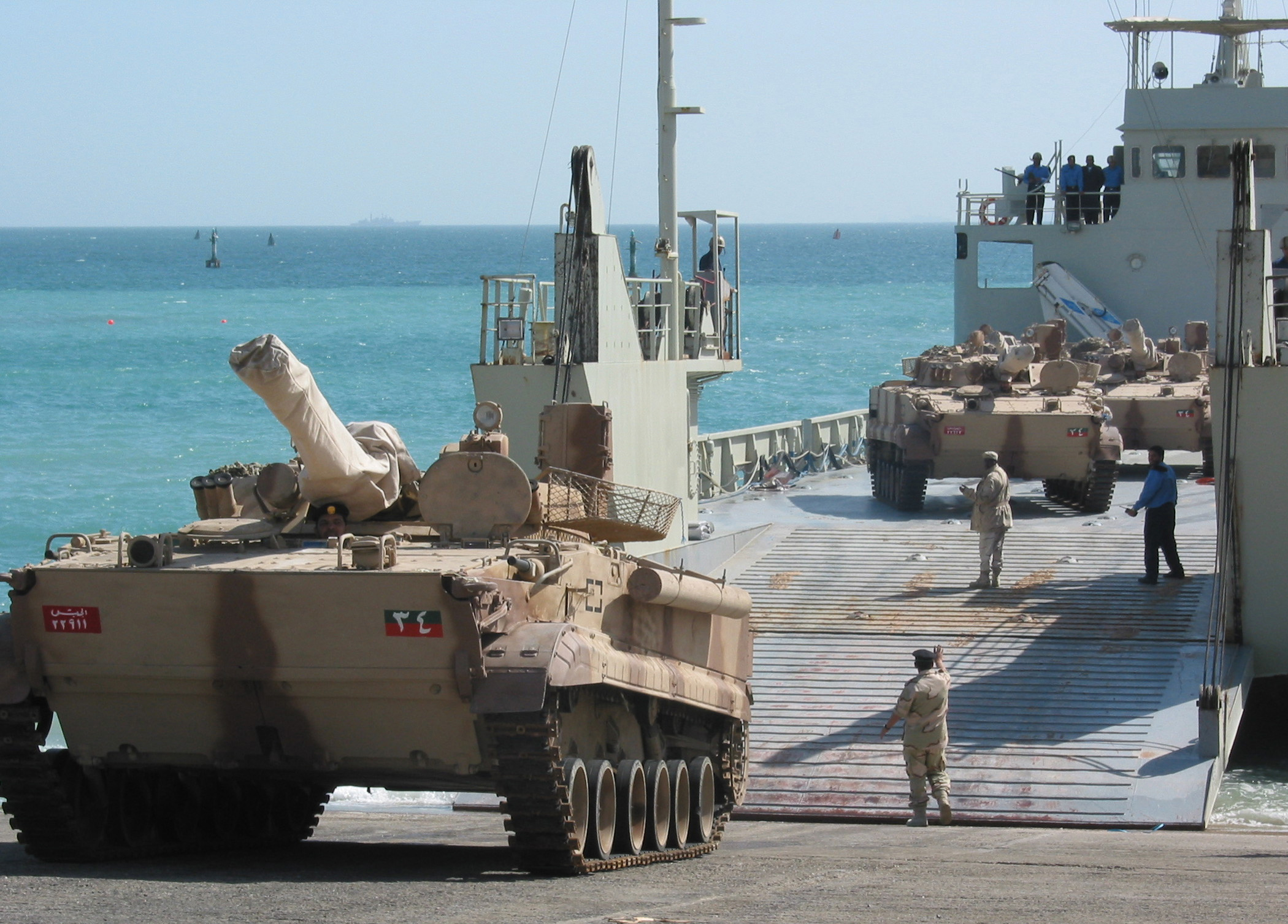
Un BMP-3 de la Unió dels Emirats Àrabs desembarcant a Kuwait en previsió d'un possible conflicte amb l'Iraq el febrer de l'any 2003.

### Sistema motor
El sistema motor del BMP-3 és un motor dièsel UTD-29, amb una disposició del motor en V, que produeix una potència de 500 CV. Muntat a la part del darrere i a la dreta del vehicle, el motor està connectat a una transmissió hidromecànica que permet al BMP-3 tenir 4 marxes endavant i 2 endarrere. A més a més, el muntatge del motor permet impulsar els hidrojets, quan va per l'aigua, on pot assolir una velocitat de 10 km/h després d'una ràpida adaptació del blindat a mode amfibi (que consisteix a aixecar una placa al davant).
Per subministrar el motor hi ha un dipòsit de combustible, que està situat a tota la part inferior del vehicle.
La suspensió, a cada lateral, consisteix en un sistema individual hidropneumàtic a cada una de les 6 rodes de rodatge. Aquest sistema consisteix en una molla, un amortidor i un sistema d'elevació que permet regular la distància respecte a terra (des de 190 mm fins a 510 mm). També hi ha un altre amortidor extern ajustat a la primera, segona i sisena rodes de l'eruga.
Aquest sistema permet al BMP-3 assolir una velocitat màxima per carretera de 70 km/h, o 45 km/h camp a través. Tot i així la mitjana a camp a través és de 35 km/h. Capaç de superar pendents del 60%, talussos laterals del 30%, parets verticals de 0,8 m i trinxeres de 2,5 m.

### Equip electrònic i òptic
El sistema de control de tir és automàtic amb un accionament manual per l'artiller i el comandant. Aquest sistema inclou una computadora balística 1V539, un estabilitzador electromecànic 2E52 i un telèmetre làser 1D16. L'artiller també disposa d'una mira 1K13-2, que pot funcionar tant de dia com de nit, i també una mira PPD-1. El comandant, per altra banda, té una mira 1PZ-10 i una càmera de visió nocturna TKN-3.
En alguns BMP-3, la companyia francesa SAGEM ha desenvolupat una càmera tèrmica (Namut) que usa l'artiller per localitzar els objectius.
El conductor del vehicle disposa de 5 periscopis, per no haver d'obrir l'escotilla. I també els metralladors dels costats del conductor tenen un periscopi per poder apuntar sense haver-se d'exposar.
A més a més, al blindat hi ha un sistema de control automàtic d'incendis que detecta si hi ha foc a l'habitacle i l'extingeix.

## Variants
- BMP-3 - Versió bàsica.

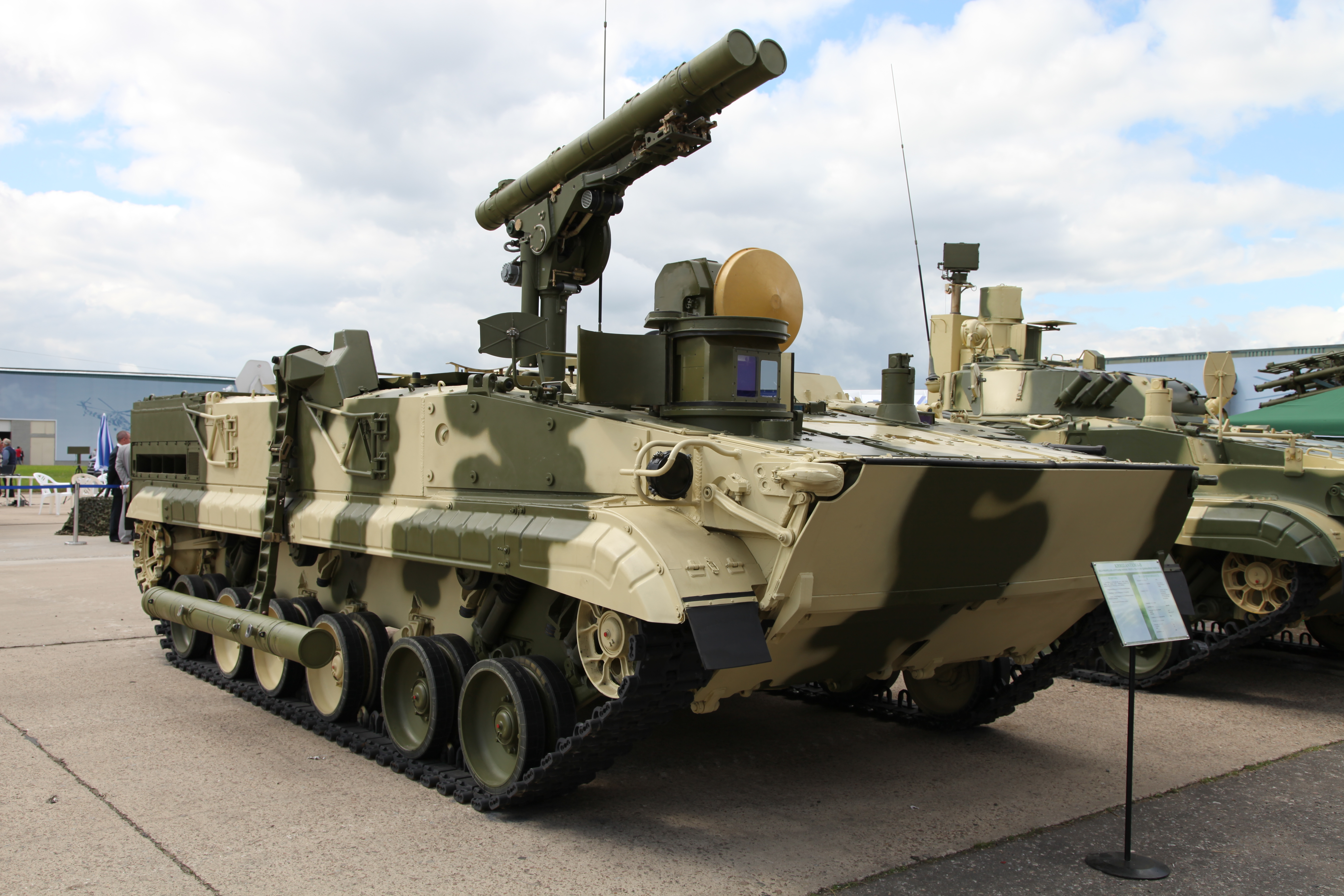
Versió antitancs del BMP-3 (9P157-2 "Khrizantema-S).

- BMP-3M - KBP i Kurganmashzavod han millorat el vehicle amb una nova torreta i un motor de 660 CV. El vehicle millorat s'anomena BMP-3M i inclou un nou sistema de control de tir automàtic amb una calculadora balística, un nou visor amb telèmetre làser per l'artiller, una càmera tèrmica, un sistema de visió TKN-AI pel comandant i un nou carregador automàtic.

El BMP-3M també és capaç de disparar més tipus de projectils (míssils guiats per làser, projectils de fragmentació...) i també s'hi pot afegir blindatge passiu, efectiu contra projectils de 12,7 mm disparats des de 50 m.
- BMMP (bojevaya mashina morskoj pekhoti) - Versió per la infanteria naval russa, que consta d'uns xassís de BMP-3 però amb una torreta de BMP-2.
- BMP-3K (komandnyi) - Versió de comandament. Inclou una ràdio addicional R-173, un intercomunicador per 7 usuaris, un generador AB-R28 portàtil i un sistema de navegació TNA-4-6. Les antenes van muntades al darrere del casc i només pot portar la tripulació + 3 operadors i 2 soldats auxiliars.[10]
- BMP-3F - Amb una flotabilitat, hidrodinàmica i precisió de tir des de l'aigua millorades, és una versió del BMP-3 especialment dissenyada per ser usada al mar. Aquesta versió és la que usa la Infanteria de Marina Russa i pot estar operant a l'aigua durant 7 hores.[11]

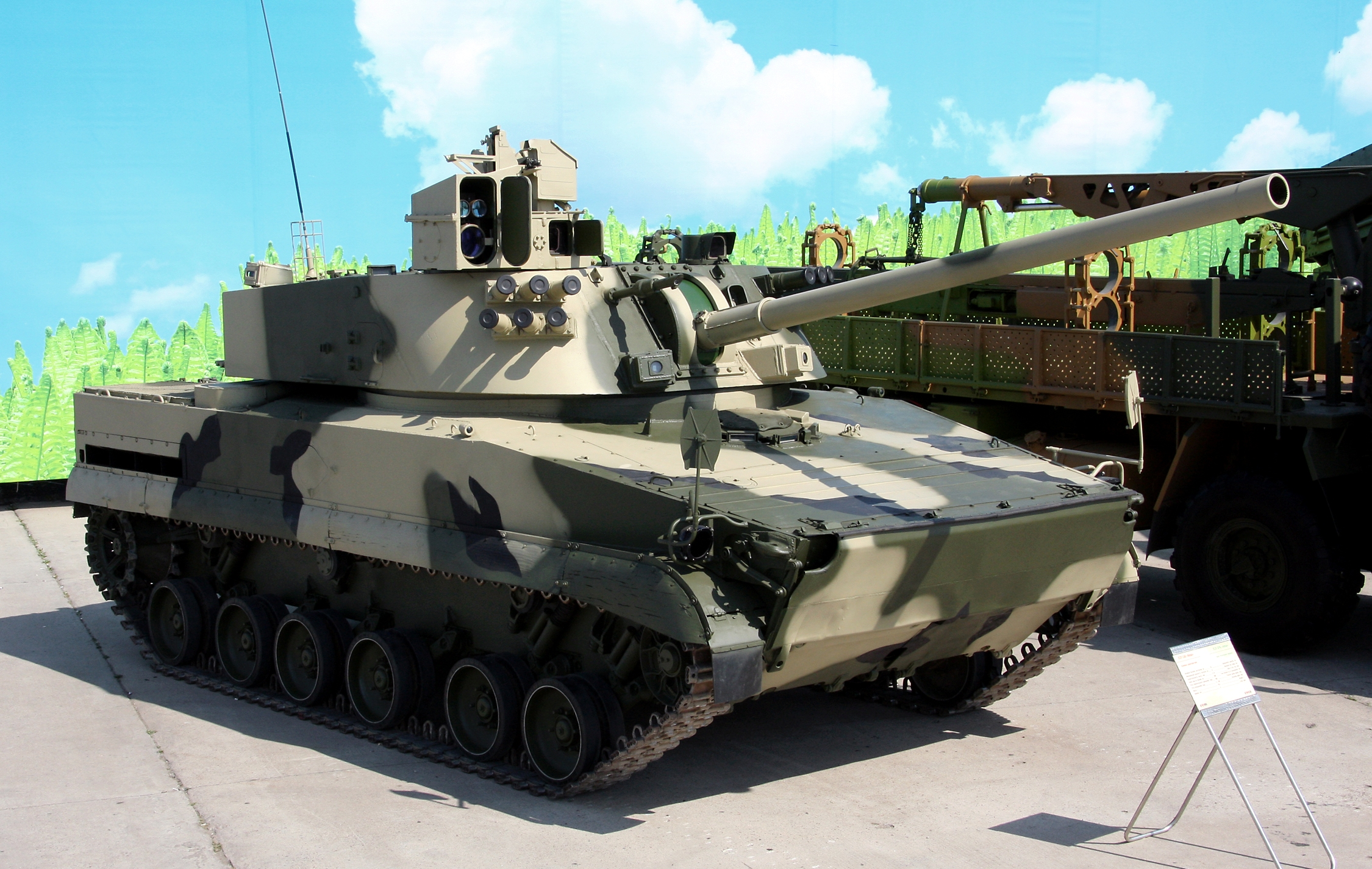
Variant del BMP-3 (2S31 "Vena") que incorpora un morter de 120 mm.

- BRM-3K "Rys" (Ob.501) (boyevaya razvedivatel'naya mashina) - Vehicle de reconeixement blindat basat en el BMP-3 on s'ha suprimit el canó de 100 mm per afegir-hi un sistema de navegació, visors nocturns i tèrmics.[2]
- BREM-L "Beglianka" (Ob.691) (bronirovannaya remontno-evakuatsionnaya mashina) - Versió de recuperació de blindats. A aquesta versió s'ha suprimit completament la torreta per afegir-hi la grua per remolcar els vehicles avariats.[12]
- 9P157-2 "Khrizantema-S" - Versió antitancs del BMP-3 en el qual s'ha suprimit la torreta per col·locar-hi els míssils antitancs i un sistema de guiat per làser.
- 9P163M-1 "Kornet-T" - Versió antitancs equipat amb míssils 9M133 Kornet (AT-14). Molt semblant al funcionament del Khrizantema-S.[13]
- 2S31 "Vena" - Versió de suport del BMP-3 equipat amb un canó/morter de 120 mm.
- DZM "Vostorg-2" (dorozhno-zemlerojnaya mashina) - Prototip de vehicle de combat d'enginyers equipat amb una pala i un braç articulat semblant a una excavadora mixta.[14]
- UNSh (Ob.699) (unifitsirovannyj shassi) - Xassís bàsics per a l'especialització d'altres variants.[15]
- KhTM (khodovoj trenazhor) - Versió d'entrenament de conductors.
- Hermes - Prototip de vehicle antiaeri dotat amb míssils antiaeris d'alta velocitat i un sistema de radar.[8]

La torreta del BMP-3 també ha estat muntada al vehicle blindat finès Patria AMV.

## Operadors
El BMP-3 és un vehicle àmpliament exportat, havent-hi més vehicles destinats a exportació que no a consum propi. El principal operador de BMP-3 és la Unió dels Emirats Àrabs.
- Aràbia Saudita - 238 BMP-3.
- Azerbaidjan - 4 BMP-3.
- Corea del Sud - 110 BMP-3.
- Emirats Àrabs Units - 815.[5]

Una filera de blindats BMP-3 de Kuwait durant una desfilada el 21 de febrer de 2011.

- Indonèsia - 17 BMP-3F que es van encomanar el 2008, més uns altres 37 BMP-3F encarregats el 2012[16]
- Kuwait  - 126 BMP-3.
- Rússia - 700 en diverses variants.
- Ucraïna - 5.[5]
- Veneçuela - 123 BMP-3 que es van començar a entregar l'any 2011.[17]
- Xipre - 43 BMP-3.[5]

També s'han vist vehicles BMP-3 operant a Síria, a la Guerra civil siriana, al bàndol governamental de Baixar al-Àssad.

### Possibles operadors
- Índia - Rússia ha ofert passar la tecnologia del BMP-3 a l'Exèrcit indi si aquest cancel·la el seu projecte d'un vehicle de combat d'infanteria propi.[18]